# Hadrencyrtus cirritus
Hadrencyrtus cirritus är en stekelart som beskrevs av Annecke och Mynhardt 1973. Hadrencyrtus cirritus ingår i släktet Hadrencyrtus och familjen sköldlussteklar. Inga underarter finns listade i Catalogue of Life.